# Liran Liany
Liran Liany (født 24. maj 1977) er en israelsk fodbolddommer. Han har dømt internationalt under det internationale fodboldforbund FIFA siden 1. januar 2010. I 2011 blev han indrangeret som kategori 3-dommer, der er det fjerdehøjeste niveau for internationale dommere.
Han deltog ved U-21 Europamesterskabet 2011 i Danmark som fjerdedommer.

## Kampe med danske hold
- Den 11. oktober 2011: Kvalifikation til U21 EM 2013: Serbien – Danmark 0-0.[3]